# Thị Trung, Nội Giang
Thị Trung là một quận của địa cấp thị Nội Giang, tỉnh Tứ Xuyên, Cộng hòa Nhân dân Trung Hoa. Quận này có diện tích 388 km², dân số năm 2002 là 540.000 người.
Quận Thị Trung được chia thành 6 nhai đạo: Thành Đông, Thành Nam, Thành Tây, Hào Tử Khẩu, Ngọc Khê, Bài Lâu và 8 trấn: Bạch Mã, Sử Gia, Nhạc Hiền, Lăng Gia, Triều Dương, Vĩnh An, Toàn An, Tĩnh Dân và 6 hương: Đà Giang, Giao thông, Tứ Hợp, Phục Long, Cung Gia, Phượng Minh.